# Mireille Mathieu
Mireille Mathieu (Avignon, 22 de julho de 1946) é uma cantora francesa com uma carreira nacional e internacional de mais de cinquenta anos, condecorada com a Légion d'Honneur.

## Biografia
Nascida ao Sul da França, é filha do operário Roger e da dona-de-casa Marcelle, que enfrentaram grandes dificuldades econômicas para criar seus quatorze filhos: Mireille (a mais velha), Monique, Christiane, Marie-France, Réjane, Régis, Guy, Roger, Jean-Pierre, Rémy, Simone, Philippe, Béatrice e Vincent. Sua família viveu durante anos em modestíssima casa de madeira, sentindo na pele o rigor do inverno e da chuva, que atravessavam as frágeis paredes.
Mesmo quebrando pedras (literalmente), Roger, seu pai, alimentava o sonho de poder cantar, visto que possuía uma bela voz de tenor. Neste ambiente, Mireille cresceu e herdou o talento musical do pai. Aos quinze anos, quando debutante, Mireille e sua família conseguiram um apartamento de cinco cômodos e ela pôde, enfim, tomar um banho quente e decente. Segundo ela mesma, esse foi o dia mais feliz de sua vida.
Grande admiradora de Edith Piaf, Mireille cantou precocemente em público pela primeira vez aos quatro anos, na Missa do Galo da Igreja Matriz de sua cidade. Porém, para tornar-se uma grande estrela internacional, não bastava apresentar-se para a família e os amigos, que a apelidaram "la vie en rose", por motivos óbvios.

## O início
Enquanto estudava canto e ouvia atentamente os conselhos da professora Laure Collière, Mireille trabalhava duro em uma fábrica de envelopes. Aos dezoito anos, em 21 de novembro de 1965, participa de um concurso de calouros, no programa Télé Dimanche. O público prefere outra candidata, mas, para sorte de Mireille, o empresário Johnny Stark assiste à apresentação e aposta em Mireille. Seu primeiro disco, em 45 rotações, vendeu mais de um milhão de cópias, com as músicas Mon credo, C’est ton nom, Qu’elle est belle e Le funambule.
Johnny Stark teve várias e longas conversas com Mireille, explicando todas as dificuldades da profissão, mas que se ela estivesse disposta a trabalhar muito, ensaiar muito, estudar muito e fizesse o que ele mandasse, ele a transformaria numa grande estrela, que seria conhecida e admirada em toda França.
Mireille teve como mentores o maestro Paul Mauriat e o compositor André Pascal, que começaram a ensinar-lhe técnicas vocais para que usasse melhor sua potência vocal, colocar a voz mais adequadamente e respirar de maneira correta. Ao mesmo tempo, Mireille tomava aulas de francês e de inglês, além de boas maneiras, comportamento social, como caminhar num palco, num estúdio de televisão, como dominar a distância certa de cantar ao microfone e todas as inúmeras coisas, necessárias ao bom desempenho de uma cantora.

## O sucesso

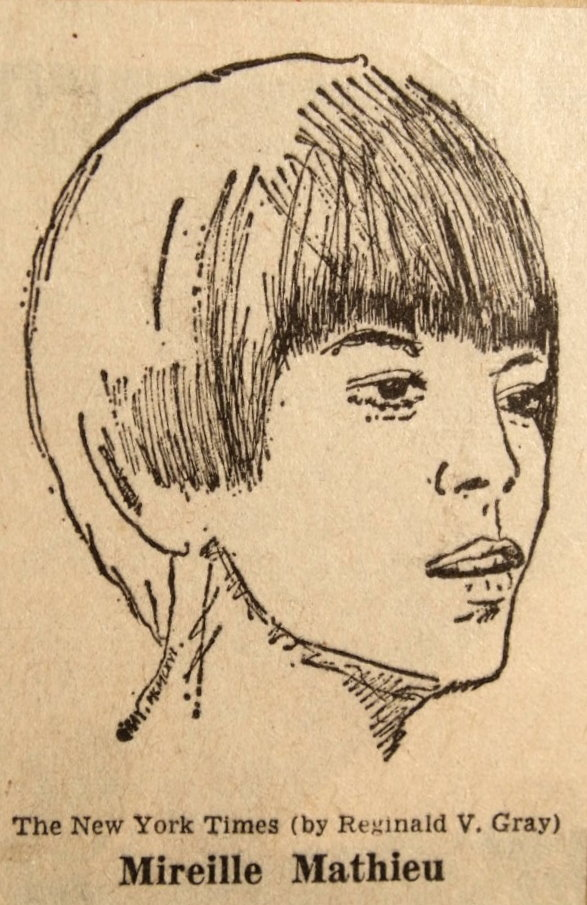
Retrato para o New York Times por Reginald Gray, 1966.

Com uma ascensão meteórica em sua carreira, Mireille participa de programas de televisão nos Estados Unidos e apresenta-se no Olympia, em 1967. O Instituto Francês de Opinião Pública, na época, pesquisou junto ao público e declarou Mireille como a cantora preferida do povo francês.
Depois de se apresentar na tv em 1965, e de sua estreia no “Olympia” em 1966, Mireille já era uma celebridade de domínio público. Foi saudada pela imprensa com grande espalhafato e anunciada como a “próxima Edith Piaf”, pela evidente semelhança de seu timbre de voz com o de Edith, morta três anos antes.
Sua versão “La dernière valse”, que era um sucesso em inglês do cantor britânico Engelbert Humperdinck – “The Last Waltz”- foi uma ponte segura para tornar Mireille muito popular no Reino Unido.
Com seus repetidos sucessos foi parar no Canadá e nos Estados Unidos, onde se apresentou no famoso e indispensável “The Ed Sullivan Show” e no outro dia, 50 milhões de pessoas já conheciam Mireille Mathieu. Cantou em Las Vegas, ao lado de Dean Martin e Frank Sinatra e foi um sucesso quase surpreendente. De público e crítica.

## A carreira

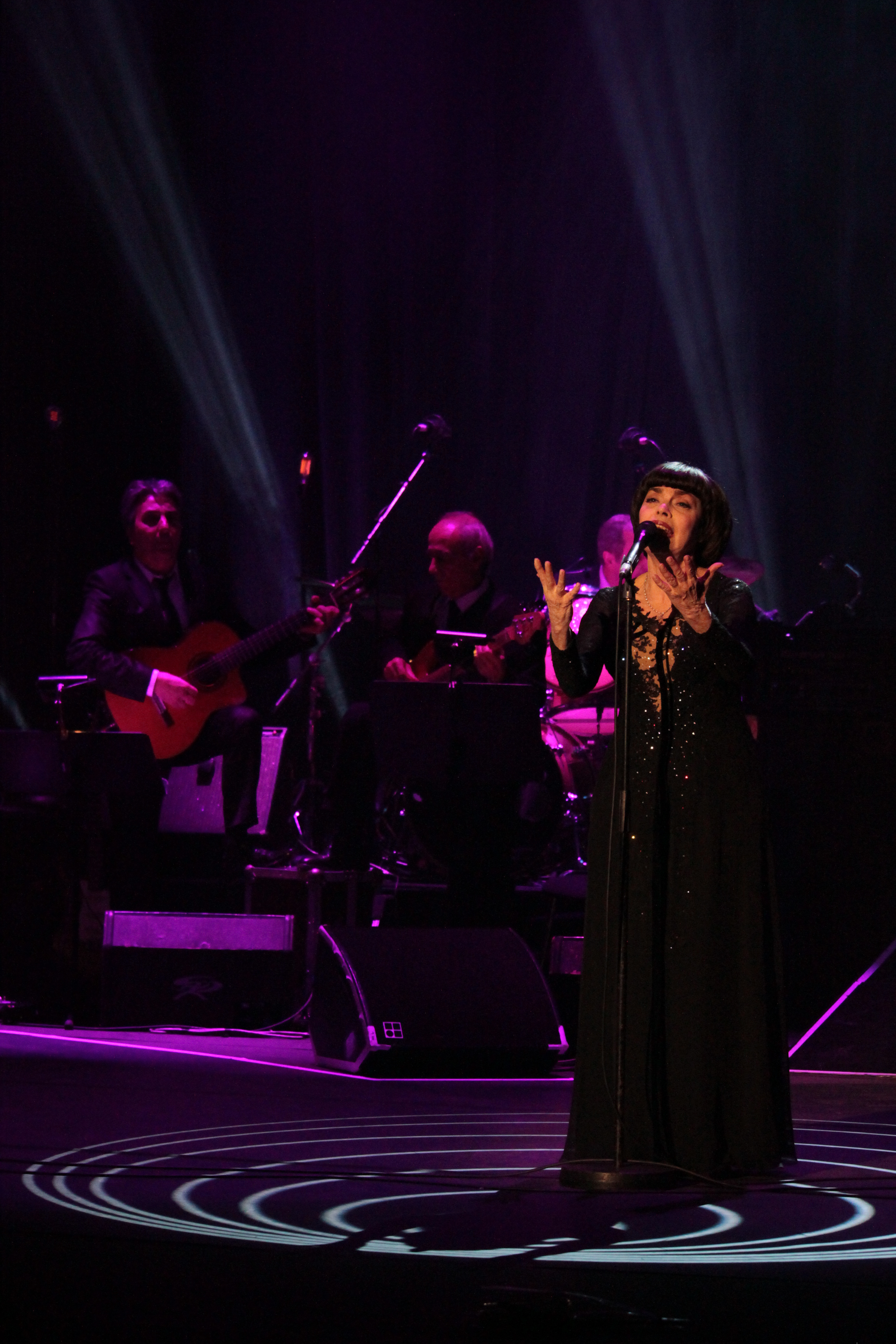
Mireille Mathieu em 2015 em Berlim.

Mireille já provou sua qualidade superior e se tornou a embaixatriz da cultura francesa ao redor do mundo. Seus fãs se espalham da China ao Brasil, incluindo a antiga União Soviética. Frequenta os palcos sofisticados de Monte Carlo e tem a humildade de se curvar diante de sua musa Edith Piaf. Ainda muito requisitada, continua se apresentando pelo mundo, fazendo turnês(digressões) regularmente pelo Carnegie Hall de Nova York, no “Sport Palais” do Canadá ou no “The Ice Palace” de San Petersburg.
Nos seus mais de 50 anos de carreira, Mireille, já gravou mais de 1 200 músicas, vendeu mais de 130 milhões de cópias de seus álbuns e mais de 55 milhões de singles foram vendidos. Já cantou em nove línguas e foi a primeira artista do ocidente a fazer um concerto de música popular na China.
Ao longo de todos esses anos, ela cantou e gravou com nomes como Paul Anka, Charles Aznavour, Barry Manilow, Tom Jones, Julio Iglesias e o alemão Peter Alexander.
Gravou o disco “Mireille Mathieu chante Edith Piaf” (1993), no qual canta 13 das mais famosas e populares músicas do seu ídolo eterno.
Comemorou seus 40 anos de carreira em 2005, com grande apresentação no “Olympia”, onde foi gravado seu primeiro DVD, “Mireille à l’Olympia”, além de um CD, que lhe deu o prêmio “Disque d’Or”.
Em 2007, participou de um super espetáculo de televisão na Alemanha, um dos países de público mais fiel, para receber o prêmio de “Melhor Cantora Internacional do País”.

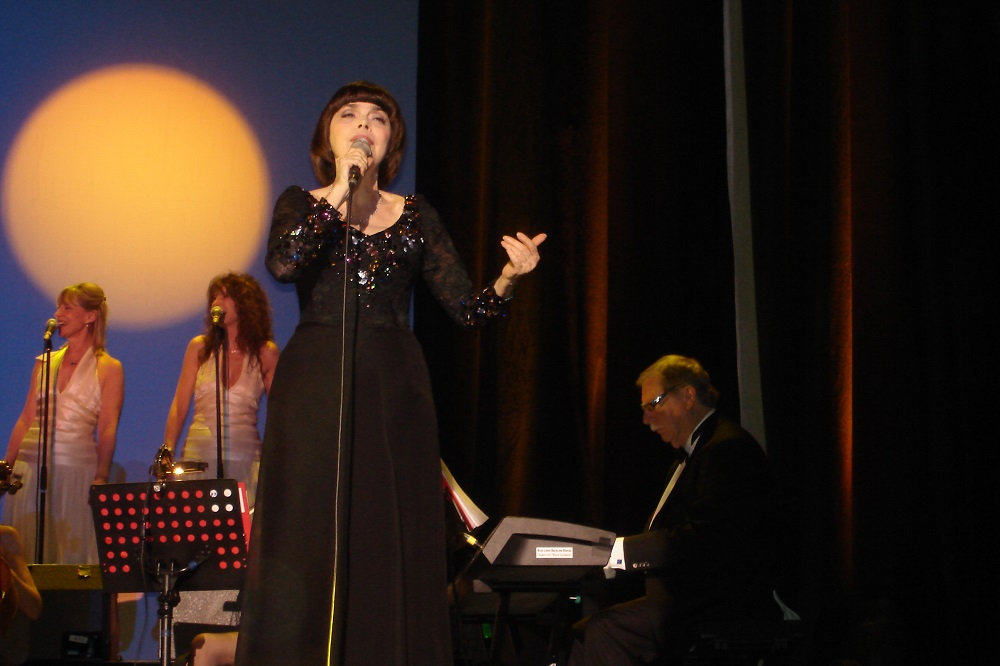
Mireille Mathieu em concerto em 2010 em Düsseldorf, Alemanha.

## Duetos
- Un homme et une femme (1966) com Sacha Distel
- The Look of Love (1970) com Dusty Springfield
- Une histoire d'amour (1971) com Sacha Distel
- Tout a changé sous le soleil (1972) com Francis Lai
- La Vraie Vie (1972) com Francis Lai
- On a toutes besoin d'un homme (1972) com Sylvie Vartan
- Même pendant la guerre on chante (1972) com Michel Delpech
- Celui que j'aime (1973) com Charles Aznavour
- Comme d'habitude (1973) com Claude François
- Les Moulins de mon cœur (1973) com Michel Legrand
- Cane, Cane, Canebière (1973) com Michel Sardou
- Medley chansons enfantines (1974) com Claude François
- Je t'aime, tu m'aimes, on s'aime (1974) com Claude François
- Be bop a lula (1974) com Johnny Hallyday y Michel Sardou
- Hello Mimi, Hello Annie (1975) com Annie Cordy
- La paloma adieu (1975) com Nana Mouskouri
- Medley You Are the Sunshine of My Life / All in Love is Fair / Raindrops keep faling on my head » (1976) com Sacha Distel e Dionne Warwick
- Quelquefois (1977) com Claude François
- Medley Disco (1977)com Claude François
- Medley You Are the Sunshine of My Life / All in Love is Fair / Raindrops keep faling on my head » (1977) com Sacha Distel
- Une histoire d'amour (1977) com Sacha Distel
- C'est en septembre (1978) com Gilbert Bécaud
- C'est si bon (1978) com Petula Clark
- Travailler, c'est trop dur (1978) com Julien Clerc
- Don't fence me in (1978) com Dean Martin
- Over the Rainbow (1978) com Mort Shuman
- You and I/Toi et moi (1979) com Paul Anka
- After You/Comme Avant (1979) com Paul Anka
- Bring the Wine (1979) com Paul Anka
- For me, formidable (1979) com Thierry Le Luron
- La ballade des gens heureux (1979) com Gérard Lenorman
- Isn't She Lovely? / You Are the Sunshine of My Life (1979) com Sacha Distel
- Les Parapluies de Cherbourg (1980) com Michel Legrand
- Quand on a des sous (1980) com Chantal Goya
- Quiéreme Mucho/Où est passée ma bohème (1980) com Julio Iglesias
- La Tendresse (1980) com Julio Iglesias
- Ah, les p'tites femmes de Paris (1981) com Dalida
- Stardust (1980) com Julien Clerc
- Et mourir de plaisir (1981) com Michel Sardou
- Une vie d'amour (1981) com Charles Aznavour
- Medley Chansons Françaises (La Vie en Rose, Que reste-t-il de nos amours, La Mer) (1981) com Julio Iglesias
- Medley Espagnol (Solamente Una Vez, Recuerdos de Ypacarai, Quiéreme Mucho, (1982) com Roland Kaiser
- Alouette (1982) com Dalida, Nana Mouskouri, Chantal Goya
- Une enfant (1982) com Charles Aznavour
- L'Audition (1983) com Chantal Goya
- Together we’re strong (1983) com Patrick Duffy
- Tous mes rêves (1983) com Plácido Domingo
- Medley Espagnol (Solamente Una Vez, Recuerdos de Ypacarai, Quiéreme Mucho, (1983) com Julio Iglesias
- Scarborough Fair (1983) com Peter Hoffmann
- Medley chansons françaises (1984) com Sacha Distel
- Good Bye My Love, Good Bye (1984) com Peter Alexander
- Don't talk to me of love (1986) com Barry Manilow
- Embrasse-moi (1986) com Charles Aznavour
- Liberty Land (1986) com Andy Williams
- Que reste-t-il de nos amours (1987) com Yves Duteil
- À quoi ça sert l'amour (1988) com Johnny Hallyday
- À quoi ça sert l'amour (1988) com Julio Iglesias
- La langue de chez nous (1989) com Yves Duteil
- Femme Libérée (1998) com Julien Clerc e Alain Souchon
- Une femme amoureuse (2006) com Cyril de Star Academy
- Good Bye My Love, Good Bye (2006) com Florian Silbereisen
- Over the Rainbow (2007) com  Josh Groban
- Caruso (2007) com Massimo Ranieri
- Gott im Himmel (2015) com Florian Silbereisen

## Vida Pessoal
Mathieu nunca foi casado e não tem filhos.
Mathieu prefere não fazer propaganda de sua vida pessoal e responde assim: 

O amor é o sentimento mais bonito da Terra. Eu acho que você não pode viver sem amor. Você não precisa ser casado para amar alguém. Quanto à minha vida pessoal, não falo sobre isso

## Discografia
Mireille Mathieu gravou mais de 1 200 canções e cantou em onze idiomas (francês, alemão, inglês, espanhol, italiano, russo, finlandês, japonês, chinês, catalão e occitano). De acordo com sua gravadora, ela vendeu mais de 130 milhões de álbuns e 55 milhões de singles no planeta. Em 2005, a cantora recebeu um disco honorário de rubi, anunciando a venda de 122 milhões de discos, contudo (não reconhecido pelo SNEP).
Na França Mireille Mathieu vendeu cerca de 23 milhões de álbuns.
Na Alemanha Mireille Mathieu vendeu quarenta milhões de discos, a cantora classificou 5 músicas no Top 10. Além da França, onde recebeu 8 discos de ouro, a cantora também recebeu quatro discos de ouro no Canadá.

## Álbuns de estúdio

### França
| Nome                                                       | Ano  | Gravadora  |
| ---------------------------------------------------------- | ---- | ---------- |
| En direct de l'Olympia                                     | 1966 | Barclay    |
| Made in France                                             | 1967 | Barclay    |
| Le merveilleux petit monde de Mireille Mathieu chante Noël | 1968 | Barclay    |
| Sweet Souvenirs of Mireille Mathieu                        | 1968 | Barclay    |
| La Première Étoile                                         | 1969 | Barclay    |
| Olympia                                                    | 1969 | Barclay    |
| Mireille... Mireille...                                    | 1970 | Barclay    |
| Bonjour Mireille                                           | 1971 | Barclay    |
| Mireille Mathieu chante Francis Lai                        | 1972 | Barclay    |
| Mireille Mathieu                                           | 1972 | Barclay    |
| C'est l'amour et la vie que je te dois                     | 1973 | Philips    |
| Olympia                                                    | 1973 | Philips    |
| Le vent de la nuit                                         | 1974 | Philips    |
| Mireille Mathieu chante Ennio Morricone                    | 1974 | Philips    |
| Apprends-moi                                               | 1975 | Philips    |
| Et tu seras poète                                          | 1976 | Philips    |
| Sentimentalement vôtre                                     | 1977 | Philips    |
| Fidèlement vôtre                                           | 1978 | Philips    |
| Romantiquement vôtre                                       | 1979 | Philips    |
| Mireille Mathieu chante Paul Anka "Toi et Moi"             | 1979 | Philips    |
| Un peu... beaucoup... passionnément...                     | 1980 | Philips    |
| Je vous aime                                               | 1981 | Philips    |
| Trois milliards de gens sur Terre                          | 1982 | Philips    |
| Je veux l'aimer                                            | 1983 | Ariola     |
| Chanter                                                    | 1984 | Ariola     |
| Les grandes chansons françaises                            | 1985 | Ariola     |
| La demoiselle d'Orléans                                    | 1985 | Ariola     |
| Après toi                                                  | 1986 | Ariola     |
| Rencontres de femmes                                       | 1987 | Ariola     |
| L'américain                                                | 1989 | Carrère    |
| Hymne à l'amour (Hymno al amor)                            | 1990 | Carrère    |
| Ce soir je t'ai perdu                                      | 1990 | Carrère    |
| Mireille Mathieu                                           | 1991 | Carrère    |
| Mireille Mathieu chante Piaf                               | 1993 | Carrère    |
| Vous lui direz                                             | 1995 | East West  |
| De tes mains                                               | 2002 | Emi        |
| Mireille Mathieu chante Piaf (réédition)                   | 2003 | Emi        |
| Mireille Mathieu                                           | 2005 | Emi        |
| Mireille Mathieu chante Piaf                               | 2012 | Ariola     |
| Mes classiques                                             | 2018 | Sony Music |

### Alemanha
| Nome                                                              | Ano  | Gravadora  |
| ----------------------------------------------------------------- | ---- | ---------- |
| Mireille Mireille                                                 | 1969 | Ariola     |
| Merci Mireille                                                    | 1971 | Ariola     |
| Bonjour Mireille                                                  | 1972 | Ariola     |
| Meine Traüme                                                      | 1972 | Ariola     |
| Mireille Mathieu                                                  | 1973 | Ariola     |
| mm                                                                | 1973 | Ariola     |
| Und der Wind wird ewig singen                                     | 1974 | Ariola     |
| Wünsch Dir was - Eine musikalische Weltreise mit Mireille Mathieu | 1975 | Ariola     |
| Rendezvous mit Mireille                                           | 1975 | Ariola     |
| Herzlichst Mireille                                               | 1976 | Ariola     |
| Und wieder wird es Weihnachtszeit                                 | 1976 | Ariola     |
| Die schönsten deutschen Volkslieder                               | 1977 | Ariola     |
| Das neue Schlageralbum                                            | 1977 | Ariola     |
| Der Rhein und Das Lied von der Elbe                               | 1978 | Ariola     |
| Alle Kinder dieser Erde                                           | 1978 | Ariola     |
| So ein schöner Abend                                              | 1979 | Ariola     |
| Gefühle                                                           | 1980 | Ariola     |
| Die Liebe einer Frau                                              | 1981 | Ariola     |
| Ein neuer Morgen                                                  | 1982 | Ariola     |
| Nur für dich                                                      | 1983 | Ariola     |
| Welterfolge aus Paris                                             | 1985 | Ariola     |
| In Liebe Mireille                                                 | 1986 | Ariola     |
| Tour de l'Europe                                                  | 1987 | Ariola     |
| Unter dem Himmel von Paris                                        | 1993 | Ariola     |
| In meinem Traum                                                   | 1996 | Ariola     |
| Alles nur ein Spiel                                               | 1999 | Ariola     |
| In meinem Herzen                                                  | 2007 | Sony Music |
| Nah bei dir                                                       | 2009 | Sony Music |
| Wenn mein Lied deine Seele küsst                                  | 2013 | Sony Music |

### Espanha
| Nome      | Ano  | Gravadora |
| --------- | ---- | --------- |
| Embrujo   | 1989 | Ariola    |
| Una Mujer | 1991 | Ariola    |

### Itália
| Nome                              | Ano  | Gravadora |
| --------------------------------- | ---- | --------- |
| Mireille Mathieu canta Edith Piaf | 1997 | RTI Music |

### Estados Unidos
| Nome                                        | Ano  | Gravadora |
| ------------------------------------------- | ---- | --------- |
| The Fabulous New French Singing Star        | 1966 | Atlantic  |
| Mireille Mathieu Sings Paul Anka: You And I | 1979 | Ariola    |

## Mireille Mathieu no Brasil
Em 1971, Mireille esteve no Brasil e se apresentou na entrega do Prêmio Molière, em Brasília, evento veiculado pela TV Record. Uma menina-prodígio, uma revelação da música francesa, que seria a sucessora de Edith Piaf, imagem que ela gradativamente foi eliminando, ao adquirir personalidade própria. Desde então, Mireille não voltou a se apresentar no Brasil, apesar de lançar novos discos, cada vez vendendo mais.